# Husovice
Husovice (niem. Hussowitz) – miejska i katastralna części Brna, o powierzchni 132,04 ha. Leży na terenie gminy katastralnej Brno-sever.